# 杉本博司
杉本博司（日语：／ Sugimoto Hiroshi，1948年2月23日—），日本攝影師、當代藝術家、建築師、劇場導演。
他出生於東京府東京市御徒町（今 東京都台東區）。他被譽為觀念攝影的第一人，受推崇於他標誌性的、話題性的黑白攝影作品，包括博物館、劇院、海景和建築。

## 個人經歷與成就
1948年，杉本博司出生於日本東京，1970年，杉本博司畢業於東京立教大學。1974年，杉本博司畢業於洛杉磯藝術中心設計學院並移居紐約。他最早的照片是在高中時拍攝了奧黛麗·赫本在電影院播放的電影片段。
他是英國《泰晤士報》「20 世紀最偉大藝術家排行榜」中唯一在世的日本攝影師。作品被多個重要的博物館收藏，如東京當代藝術館、東京國立當代藝術館、紐約大都會博物館、紐約當代藝術館（MoMA）、巴黎蓬皮杜藝術中心、斯德哥爾摩當代美術館、巴塞羅那MACBA和倫敦泰特藝術館（Tate）。

## 獎項
- 2001年 哈苏基金會國際攝影獎[8]
- 2009年 日本高松宮殿下紀念世界文化繪畫獎[9]
- 2010年 日本榮譽勳章（紫綬褒章）[10]
- 2013年 法國榮譽勳章（藝術與文學勳章）
- 2017年 英國皇家攝影學會百年紀念獎章[11]

## 外部連接
- .   [2020-06-09]. （原始内容存档于2021-02-27）.